# Eda Rivas
Eda Adriana Rivas Franchini (Lima, 24 de marzo de 1952) es una abogada, profesora y política peruana. 
Fue Canciller del Perú desde el 15 de mayo de 2013 hasta el 23 de junio de 2014.  
Anteriormente, se desempeñó como Ministra de Justicia y Derechos Humanos del Perú del 23 de julio del 2012 hasta la toma de posesión de su nuevo cargo.

## Biografía
Se graduó en derecho en la Pontificia Universidad Católica del Perú. Realizó un postgrado de Especialización en Gestión de Servicios Públicos de la Universidad de Castilla-La Mancha de España, y además obtuvo un postítulo de Especialización en Regulación de Infraestructura de Servicio Público de la Universidad de Las Palmas de Gran Canaria.
Estuvo casada con el jurista Diego García-Sayán Larrabure, expresidente y actual Juez de la Corte Interamericana de Derechos Humanos, con quien tiene tres hijos: Enrique Diego (n. 1979), Gonzalo Alonso (n. 1981) y Rodrigo Aurelio (n. 1983).
Ha laborado como asesora legal en diversas entidades públicas, como ENAPU, OSITRAN, y COPRI, así como asesora del gabinete de asesores de la Presidencia del Consejo de Ministros y el Ministerio de Relaciones Exteriores (2000-2001).
De marzo del 2004 a octubre del 2009, fue asesora de la gerencia general y de la presidencia del Instituto Peruano de Acción Empresarial (IPAE). Al iniciarse el gobierno de Ollanta Humala fue nombrada Jefa del Gabinete de Asesores del Ministerio de Justicia (agosto de 2011). Luego pasó a ser Viceministra de Justicia, en diciembre de 2011.
En el sector privado ha sido asesora en diversas áreas, en particular aquellas vinculadas a la competitividad empresarial, buen gobierno corporativo, responsabilidad social empresarial y otras.
En el campo de la docencia universitaria, ha sido profesora de Derecho administrativo en la Pontificia Universidad Católica del Perú.
El 16 de abril de 2015 fue designada embajadora de Perú en Italia, cargo que asumió en mayo del mismo año. Además, fue designada como representante Permanente del Perú ante la Organización de las Naciones Unidas para la Alimentación y la Agricultura (FAO); ante el Programa Mundial de Alimentos (PMA); y ante el Fondo Internacional de Desarrollo Agrícola (FIDA)
En setiembre de 2015, adicionalmente es nombrada embajadora en San Marino y Chipre.

### Ministra de Justicia y Derechos Humanos
El 23 de julio de 2012, juró en el Salón Dorado de Palacio de Gobierno como Ministra de Justicia y Derechos Humanos del Perú, formando parte del tercer gabinete ministerial del gobierno del presidente Ollanta Humala, presidido por Juan Jiménez Mayor.

### Ministra de Relaciones Exteriores
El 15 de mayo de 2013 asumió el Ministerio de Relaciones Exteriores, en reemplazo del renunciante canciller Rafael Roncagliolo Orbegoso. La ceremonia de juramentación se realizó en el Salón Dorado de Palacio de Gobierno. Es la primera mujer en liderar la Cancillería peruana, desde que esta fuera fundada en 1821.
El 2 de octubre de 2013, acompañó al presidente Humala en una gira oficial a Asia. La comitiva peruana estuvo en Bangkok, Tailandia, donde se concluyeron las negociaciones para un TLC. Luego se dirigió a Bali, Indonesia, para asistir a la cumbre de APEC en la que Humala participó al lado de otros jefes de Estado. Inesperadamente, el día 7 de octubre se anunció que el presidente peruano adelantaría su retorno y que aprovecharía una escala en París, para reunirse con el presidente francés François Hollande, reunión acordada a pedido de este último. Inmediatamente, diversos parlamentarios peruanos advirtieron que el Congreso de la República había dado un permiso solo para una gira internacional por Asia, más no a Francia, por lo que se habría cometido una “infracción constitucional”.
El 11 de octubre, Eda Rivas se presentó ante el pleno del Congreso para explicar esta situación; justificó la recalada del presidente Humala en París, aduciendo que se trataba solo de una “escala técnica”, más no de un viaje; también sostuvo que el encuentro con el presidente francés fue “informal”, justificando así el hecho de que no se hubiera pedido permiso al Congreso, sin tener en cuenta que en la reunión bilateral se trataron temas de Estado.
El 14 de octubre de 2013, un grupo de parlamentarios planteó una moción de censura contra la ministra de Relaciones Exteriores. El 20 de octubre, tras cuatro horas de intensa deliberación, el pleno del Congreso pasó a la votación, que le fue favorable: 54 votos en contra de la censura, 52 a favor y 4 abstenciones.
Suceso importante ocurrido bajo su periodo en la cancillería, fue el Fallo de la Corte Internacional de Justicia de La Haya sobre la controversia de delimitación marítima entre Chile y el Perú, el 27 de enero de 2014, por el que el Perú recobró 50 mil km² de mar.
El 23 de junio de 2014 fue reemplazada por Gonzalo Gutiérrez Reinel, un diplomático de carrera. Esta decisión la tomó de sorpresa, pues esperaba su cambio para julio de ese año.